# Il mio viaggio in Italia
Il mio viaggio in Italia è un film documentario del 1999 diretto da Martin Scorsese sul cinema italiano.
Il film dura oltre quattro ore dove vengono mostrati e commentati dal regista spezzoni di film dei più grandi autori italiani: Luchino Visconti, Vittorio De Sica, Federico Fellini, Roberto Rossellini.
L'opera è un omaggio a quel cinema che il cineasta ha amato sin da bambino e che lo influenzerà moltissimo nella sua carriera da regista.
È stato presentato fuori concorso al Festival di Cannes 2001.

## Elenco dei film commentati
Regia di Giovanni Pastrone
- Cabiria (1914)

Regia di Alessandro Blasetti
- La corona di ferro (1941)
- Fabiola (1948)

Regia di Roberto Rossellini
- Roma città aperta (1945)
- Paisà (1946)
- Germania anno zero (1948)
- L'amore (episodio: Il miracolo) (1948)
- Stromboli terra di Dio (1950)
- Francesco, giullare di Dio (1950)
- Europa '51 (1952)
- Viaggio in Italia (1954)

Regia di Vittorio De Sica
- Sciuscià (1946)
- Ladri di biciclette (1948)
- Umberto D. (1952)
- L'oro di Napoli (1954)

Regia di Luchino Visconti
- Ossessione (1943)
- Giorni di gloria (1945)
- La terra trema (1948)
- Senso (1954)

Regia di Federico Fellini
- I vitelloni (1953)
- La dolce vita (1960)
- 8½ (1963)

Regia di Michelangelo Antonioni
- L'avventura (1960)
- L'eclisse (1962)